# Atya brachyrhinus
Atya brachyrhinus is een garnalensoort uit de familie van de Atyidae. De wetenschappelijke naam van de soort is voor het eerst geldig gepubliceerd in 1982 door H.H.Jr. Hobbs & C.W.J. Hart.